# Earl Agnoly
Earl René Agnoly Thompson (nacido el 18 de noviembre de 1975 en Colón, Panamá ) es un exjugador de béisbol profesional que  Jugó profesionalmente durante seis años en la organización Florida Marlins y en el béisbol independiente y en la selección nacional de béisbol de Panamá.

## Carrera
Jugó en la Dominican Summer League en 1993 y 1994, bateando .321 en 1993 y .336 en 1994. Con los GCL Marlins en 1995, bateó .272 en 55 juegos. En 1996 y 1997, jugó para los Kane County Cougars, bateando .246 el año anterior y sólo .210 el último. Regresó al béisbol profesional en 2003, apareciendo en 13 juegos para los Calgary Outlaws de la Liga Canadiense de Béisbol y bateando .300 con tres bases robadas. también jugó en la Liga de Béisbol Profesional Nacionalde Nicaragua. en la  en el beisbol nacional jugó para Colón y Los Santos.

## Selección nacional
En el clasificatorio para la Copa Mundial de Béisbol de 1998, bateó .500, y en la Copa Mundial de Béisbol actual bateó .448. Logró 12 carreras impulsadas en los Juegos Centroamericanos y del Caribe de 1998 .Aunque bateó sólo .206 en la Copa Mundial de Béisbol de 2001, bateó .370 en la Copa Intercontinental de 2002 . En abril de 2003 se descubrió que se había dopado y posteriormente se le prohibió participar en competiciones internacionales durante dos años. En la Copa Mundial de Béisbol de 2005, bateó .324 y anotó ocho carreras. Logró 1 de 3 en el Clásico Mundial de Béisbol de 2006. En el clasificatorio para los Juegos Olímpicos de 2008 (celebrado en 2006), bateó .471 con 11 carreras, aunque su equipo finalmente no pasó el corte. Bateó .261 en los Juegos Centroamericanos y del Caribe de 2006. Agnoly bateó .231 en los Juegos Panamericanos de 2007 y sólo .150 en la Copa Mundial de Béisbol de 2007 . En la Copa América de Béisbol de 2008, bateó .273. En un turno al bate en el Clásico Mundial de Béisbol de 2009, se ponchó.